# 松田宗寿
松田 宗寿（まつだ むねとし、1850年10月4日〈嘉永3年8月29日〉 - 1911年〈明治44年〉11月21日）は、明治時代の官吏。

## 経歴
下総国千葉郡大神保村（千葉県千葉郡大神保村、豊富村を経て現船橋市）出身。1878年（明治11年）瀬戸正範等と滋賀県八等属を拝命する。1879年（明治12年）七等属、1881年（明治14年）頃に六等属、1882年（明治15年）五等属、1888年（明治21年）判任三等に進んだ。
のち滋賀県栗太郡長を経て、1893年（明治26年）7月、甲賀郡長に就任した。1899年（明治32年）から郡内各地に郡林を設け、560haの植林を行った。

## 著作
- 編『鹿深遺芳録』滋賀県甲賀郡教育会、1907年。